# Arboretum du puy Chabrol
Pour les articles homonymes, voir Chabrol.
L'arboretum du puy Chabrol est un arboretum de France situé à proximité du village de Barsanges sur la commune de Pérols-sur-Vézère, dans le département de la Corrèze, en Limousin. Il est d’une superficie de 38 hectares.

## Localisation
L’arboretum se trouve sur le puy Chabrol, à proximité du village de Barsanges sur la commune de Pérols-sur-Vézère dans le Département de la Corrèze, en Limousin, et en région Nouvelle-Aquitaine.
Le puy Chabrol se trouve à 1,8 km au sud du village de Barsanges, à 1,4 km au sud-est du village du Bournel, et à 1,7 km au nord-ouest du village de la Saulière. Il est également situé à 570 m au nord de la source de la Corrèze et à 1,2 km au sud-ouest de la ligne de chemin de fer Ussel-Limoges, anciennement ligne de Lyon à Bordeaux.

## Histoire
L’arboretum est créé entre la Première et la Seconde Guerre mondiale, à partir de 1919, par Marius Vazeilles (1881-1973), naturaliste et expert forestier. En 1919, il quitte son emploi dans l'administration des Eaux et Forêts pour monter une pépinière, puis il devient expert en ressources forestières à Meymac.
Marius Vazeilles développe un programme de plantations au puy Chabrol de près de 400 nouvelles espèces forestières venues des cinq continents, inconnues dans la région, en particulier de conifères, et plante 18 hectares d'arboretum.

## Collections
L’arboretum est un mélange d'espèces naturelles autochtones et d'espèces rares. Il héberge de nombreuses variétés d'arbres et d'arbustes et de plantes herbacées en sous-bois. Il compte environ 400 espèces exotiques, principalement des conifères.

## Tourisme
L’arboretum du puy Chabrol est ouvert au public chaque année du 1er juin au 30 septembre.